# Nävlinge
Nävlinge is een plaats in de gemeente Hässleholm in het Zweedse landschap Skåne en de provincie Skåne län. De plaats heeft 94 inwoners (2005) en een oppervlakte van 20 hectare. Nävlinge ligt op de horst Nävlingeåsen en wordt zo goed als geheel omringd door bos. In het dorp is de voetbalvereniging Nävlinge IF te vinden.